# Michael Hoffman
Michael Lynn Hoffman (nacido el 30 de noviembre de 1956) es un director de cine estadounidense.

## Vida y carrera
Hoffman nació en Háwai y creció en Payette, Idaho, jugaba baloncesto, y asistió a la Universidad Estatal de Boise. Allí fue elegido como el presidente del cuerpo estudiantil de la Universidad. Mientras asistía a Oriel College, Oxford, hizo Privileged, que protagonizó Hugh Grant. 
Se hizo amigo de John Schlesinger, que proporcionó la financiación, la siguiente película de Michael fue Restless Natives. Sus otros créditos incluyen Some Girls, una película protagonizada por Patrick Dempsey. Restoration con Robert Downey Jr., One Fine Day con Michelle Pfeiffer y George Clooney, Soapdish con Sally Field y Kevin Kline, A Midsummer Night's Dream y The Emperor's Club (protagonizada por Kevin Kline). 
Su película, Promised Land estuvo nominada al premio Grand Jury Prize en el Festival de Cine de Sundance.
Dirigió The Last Station, basada en los años finales de Leo Tolstoy. Es protagonizada por Christopher Plummer, Helen Mirren, James McAvoy y Paul Giamatti.
Es el padre de Atticus, Phoebe y Olivia Hoffman.

## Créditos como director
- Privileged (1982) - También guionista
- Restless Natives (1985)
- Promised Land (1987) - También guionista
- Some Girls (1988)
- Soapdish (1991)
- Restoration (1995)
- One Fine Day (1996)
- A Midsummer Night's Dream (1999) - También guionista/Productor
- The Emperor's Club (2002)
- Game 6 (2005)
- The Last Station (2009) - También productor
- Gambit (2011)[2]
- The Best of Me (2014)